# سحب الاستثمارات من جنوب إفريقيا
دُعم قرار سحب الاستثمارات من جنوب أفريقيا (يُسمى أيضًا بالاستثمار السلبي) لأول مرة في ستينيات القرن العشرين عند الاحتجاج على نظام الأبارتايد في جنوب أفريقيا، ولكنه لم يُنفذ على مستوى مهم حتى منتصف الثمانينات. تُنسب حملة سحب الاستثمارات إلى البعض، بعد أن عُرفت في القوانين الاتحادية التي أصدرتها الولايات المتحدة في عام 1986، بصفتها وسيلة ضغط على حكومة جنوب أفريقيا عن طريق مفاوضات أفضت في النهاية إلى إنهاء الأبارتايد في جنوب أفريقيا.

## حملات الأمم المتحدة
في نوفمبر عام 1962، أقرت الجمعية العامة للأمم المتحدة قرار 1761، وهو قرارٌ غير ملزمٍ أُنشئت بموجبه لجنة الأمم المتحدة الخاصة لمنهاضة الأبارتايد ودعا إلى فرض عقوبات اقتصادية وغيرها على جنوب أفريقيا. لم تكن جميع الدول الغربية راضيةً عن القرار مما دفعها إلى مقاطعة اللجنة.
بعد إصدار هذا القرار، ترأست الحركة المنهاضة للأبارتايد التي كان مقرها في المملكة المتحدة الترتيبات لعقد مؤتمر عالمي حول العقوبات في لندن في أبريل عام 1964. وفقًا لليسون، «هدف المؤتمر إلى إنجاح التطبيق العملي للعقوبات الاقتصادية وتداعياتها على اقتصاد جنوب أفريفيا، والمملكة المتحدة، والولايات المتحدة، ومحمياتها. ومن خلال معرفة أن المعارضة الأقوى لتطبيق العقوبات تأتي من الغرب (بما فيها بريطانيا)، بذلت اللجنة كل جهودها لاستقطاب ما أمكن من أعداد متنوعة وواسعة من المتحدثين والمشاركين لكي تؤخذ نتائج المؤتمر بموضوعية».
سُمّي المؤتمر بالمؤتمر الدولي للعقوبات الاقتصادية على جنوب أفريقيا. كتب ليسون حول المؤتمر:
«أوجد المؤتمر ضرورةً وشرعيةً وتطبيقًا عمليًا لعقوباتٍ منظمة دوليًا على جنوب أفريقيا، إذ اعتُبرت سياساتها تهديدًا مباشرًا على السلام والأمن في أفريقيا والعالم. وأُشير إلى حاجة عقوبات البرنامج إلى مشاركة فعالة من بريطانيا والولايات لكي تكون نتائج المؤتمر فعالة، اللتين كانتا العقبة الأساسية أمام تطبيق هذه السياسة».

### محاولات إقناع صنّاع القرار البريطانيين
لم ينجح المؤتمر في إقناع بريطانيا بقبول العقوبات الاقتصادية على جنوب أفريقيا. وبدلًا من ذلك، بقيت الحكومة البريطانية «حازمة في وجهة نظرها بأنه قد يكون فرض العقوبات غير دستوري «لأننا لا نقبل بتشكيل هذه الحالة تهديدًا للسلام والأمن الدولي ولا نعتقد في جميع الأحوال بقدرة العقوبات على إقناع حكومة جنوب أفريقيا بتغيير سياساتها»».
حاولت إيه إيه إم جعل العقوبات قضية انتخابات وذلك في الانتخابات العامة لبريطانيا عام 1964. طُلب من المرشحين عرض موقفهم من العقوبات الاقتصادية والإجراءات العقابية الأخرى ضد حكومة جنوب أفريقيا. أجاب معظم المرشحين الذين ذكروا موقفهم من العقوبات بالإيجاب. إلا أنه تسبب اكتساح حزب العمال للسلطة، بتشتت لجنة المناهضة للأبارتايد.

### الرفض الثابت من الغرب
يلخص ليسون الوضع في الأمم المتحدة في عام 1964:
«في الأمم المتحدة، رفضت بريطانيا بثبات إدراج الوضع في جنوب أفريقيا تحت الفصل السابع من ميثاق الأمم المتحدة. بدلًا من ذلك، عملت بالتعاون مع الولايات المتحدة، على دعوة مصاغة بحذر لريفونيا والمحاكمات السياسية الأخرى بمحاولة منها لإرضاء الدول الآسيوية والأفريقية والرأي العام على أراضيها وفي الخارج: وفي بداية عام 1965 خسرت قضية العقوبات زخمها».
ووفقًا لليسون، اعتمدت بريطانيا الرفض من أجل المحافظة على مصالحها الاقتصادية في جنوب أفريقيا، فقد تتعرض مصالحها للخطر في حال تطبيق أي نوع من العقوبات الاقتصادية الهادفة هذه.

### في سبعينيات القرن العشرين
في عام 1977، أصبح حظر الأمم المتحدة للأسلحة غير الإلزامي إلزاميًا عند إصدار مجلس أمن الأمم المتحدة قرار 418.
طُبّق حظر النفط في 20 نوفمبر عام 1987 عندما تبنت الجمعية العامة للأمم المتحدة حظر النفط الدولي غير الإلزامي.

## حملة الولايات المتحدة (بين عامي 1977-1989)

### مبادئ سوليفان عام 1977
كتب نايت أنه قد واجهت الحركة المناهضة للأبارتايد في الولايات المتحدة عدم رغبة واشنطن في الانخراط بالعزل الاقتصادي لجنوب أفريقيا. استجابت الحركة لهذا من خلال الضغط المنظم على الشركات الفردية والمستثمرين المؤسسيين للحد من مشاركاتهم أو استثماراتهم في دولة الأبارتايد بوصفها مسؤولية اجتماعية للشركات. نظّم هذه الحملة العديد من المستثمرين المؤسسيين الدينيين مما أدى في النهاية إلى إنشاء المركز الديني المشترك المعني بمسؤولية الشركات. كما اشترك عددٌ من المشاهير، بما فيهم بول سايمون.
كانت الأداة الرئيسية لهذه الحملة ما يسمى بمبادئ سوليفان، التي كتبها القس الدكتور ليون سوليفان وسُمّيت باسمه. ليون سوليفان هو مبشر أميركي أفريقي في فيلادليفيا، والذي كان أيضًا عضوًا في مجلس شركة جنرال موتورز الضخمة في عام 1977. في ذلك الوقت، كانت شركة جنرال موتورز أكبر شركة للسود في جنوب أفريقيا. طالبت المبادئ بضمان الشركة المساواة في التعامل مع جميع موظفيها وضمان بيئة متكاملة، سواء في داخل أو خارج مكان العمل، بغض النظر عن العرق، كشرط للقيام بالعمل. تعارضت هذه المبادئ بشكلٍ مباشرٍ مع التمييز العرقي الإلزامي وسياسات التفرقة في حقبة الأبارتايد في جنوب أفريقيا، مما جعل من المستحيل على الشركات المتبنية لمبادئ سوليفان من متابعة عملها هناك.
وبينما ضغطت الحركة المناهضة للأبارتايد على الشركات الفردية لتتبنى وتمتثل لمبادئ سوليفان، فتحت الحركة جبهة إضافية مع المستثمرين المؤسسيين. وإلى جانب تأييد سحب المستثمرين المؤسسيين أي استثمارات مباشرة في الشركات القائمة في جنوب أفريقيا، ضغط الناشطون المناهضون للأبارتايد أيضًا من أجل سحب الاستثمارات من جميع الشركات التي لها مصالح مع جنوب أفريقيا والتي لم تتبنى مبادئ سوليفان بعد. كان المستثمرون المؤسسون أمثال صناديق التقاعد العامة الأكثر تأثيرًا بهذا النوع من جهود الضغط. واجهوا الشركات العامة ذي المصالح مع جنوب أفريقيا على مستويين: الأول، طُرحت قرارات المساهمين المؤسسيين من قبل مساهمين معنيين، والذين اعترفوا بإحداثهم تهديدًا لسمعة الشركات التي يُعتز بها أكثر من سعر الأسهم. الثاني، تعرضت الشركات لتهديد مالي كبير حالما يقرر مستثمرٌ مؤسسيٌّ واحدٌ أو أكثر سحب استثماراته.

### إحراز الكتلة الحرجة (بين عامي 1984-1989)
كسبت حملة سحب الاستثمارات في الولايات المتحدة، والتي كنت قائمة لعدة سنوت، كتلةً حرجةً بعد المقاومة السياسية السوداء لدستور جنوب أفريقيا المُقر في عام 1983 والذي تضمن «مجموعات معقدة من البرلمانات المنفصلة». كتب ريتشارد نايت:
«في رفضٍ تامٍ للأبارتايد، استعد السود في جنوب أفريقيا لجعل المناطق المعزولة عنصريًا غير قابلة للحكم، وقدمت جموعٌ هائلةٌ من المسؤولين المحليين السود استقالتهم، وأعلنت الحكومة حالة الطوارئ في عام 1985 واستخدمت آلاف من الجنود من أجل قمع «الاضطرابات». وتعين على متابعي التلفاز حول العالم مشاهدة التقارير الليلية تقريبًا حول المقاومة واسعة النطاق للأبارتايد، ونمو الحركة الديمقراطية، وقوة الشرطة الوحشية والاستجابة العسكرية».
كان نتيجة هذه الاستجابة المتلفزة الواسعة لجنوب أفريقيا «توسع ملحوظ في الإجراءات الدولية لعزل الأبارتايد، اقترنت هذه الإجراءات بالوضع الداخلي لمواجهة التغيرات الكبيرة في العلاقات الاقتصادية الدولية لجنوب أفريقيا».